# 軍事航空

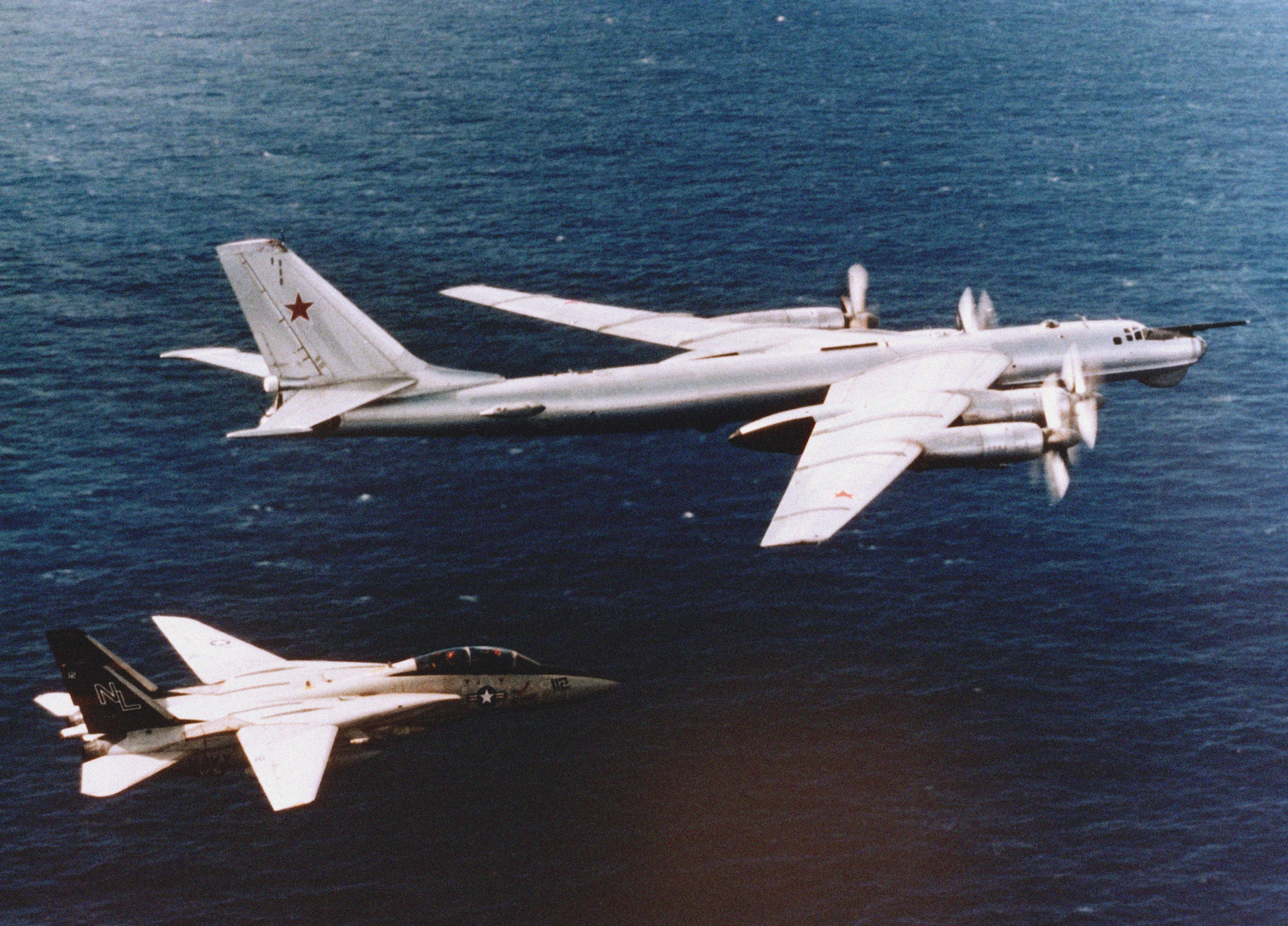
美國F-14戰鬥機攔截蘇聯Tu-95轟炸機。

軍事航空，是透過軍用航空器進行軍事行動的手段，包括透過國家的空運（貨物）能力，以運送部隊投入戰場，或提供前線的後勤支援。為進行這樣的空中戰爭，足夠的空中力量是必要的，包括運輸和作戰用飛機。有各種各樣的軍用航空器，包括轟炸機、戰鬥機、運輸機、電戰機、教練機和偵察機。這些不同類型的飛機可以用於完成各種軍事目標。
各國軍隊的空軍為負責軍事航空的軍種，而部分國家的陸軍航空兵或海軍航空兵亦有分擔此一機能。

## 歷史

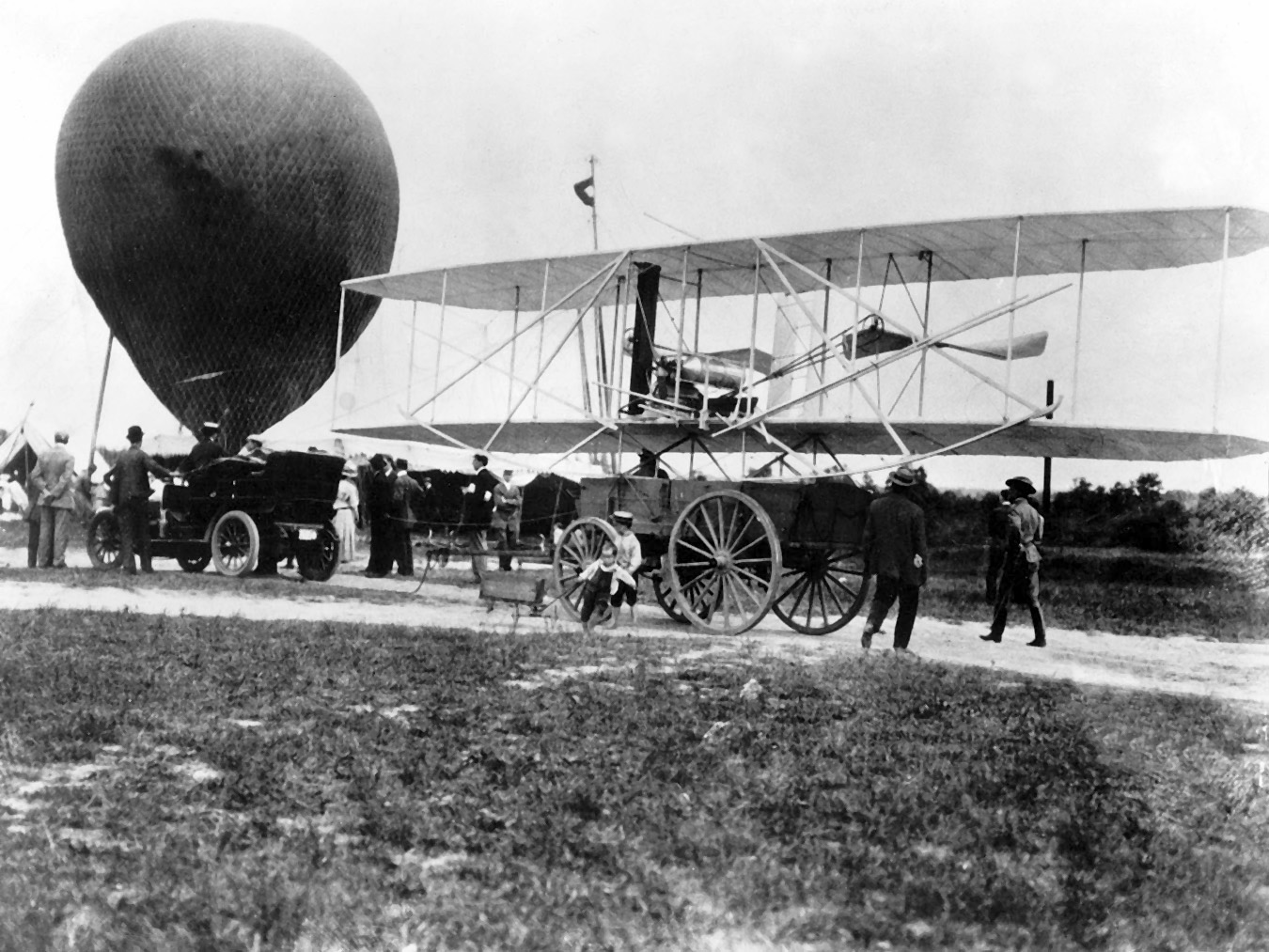
萊特1908年A型軍用發機用馬車運抵維吉尼亞州麥爾堡

最早用於軍事行動的航空器是比空氣輕的氣球。在1794年的弗勒侶斯戰爭中，第一個軍事用途的氣球 ——「企業號」（l'entreprenant）正式出現，法國空氣靜力學軍團利用它來獲取有利位置。 19世紀，輕於空氣的航空在戰場上的應用變得更為普及，包括在美國內戰中經常使用。輕於空氣的軍事航空一直持續到第二次世界大戰後不久，由於重於空氣的航空器性能大幅改善，它便逐漸從各種角色中退出。

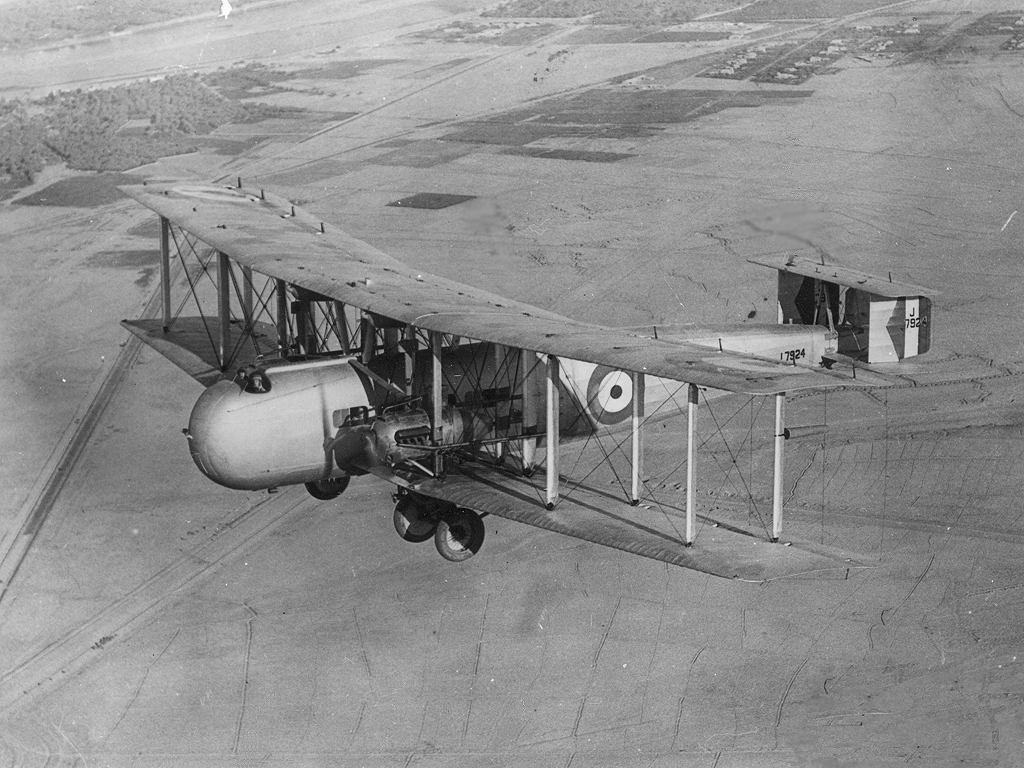
1922年首飛的英國皇家空軍維克斯維多利亞重型運輸機

儘管傳統主義者的抗拒和早期飛機性能上的限制，重於空氣的航空器仍在早期就被認為具有軍事用途。1909年，美國陸軍通信兵團購買了一台萊特A型飛機；而在1911年，義大利人在義土戰爭期間，利用各種飛機進行偵察、照相偵察和轟炸任務。飛機最早的軍事作用是都是偵察，然而第一次世界大戰結束後，軍事航空器已經迅速接受了很多專門的角色，例如火砲點射、制空權、轟炸、對地攻擊和反潛巡邏。技術改進的步伐極為快速，在戰爭結束前已有全金屬製懸臂飛機投入服役。

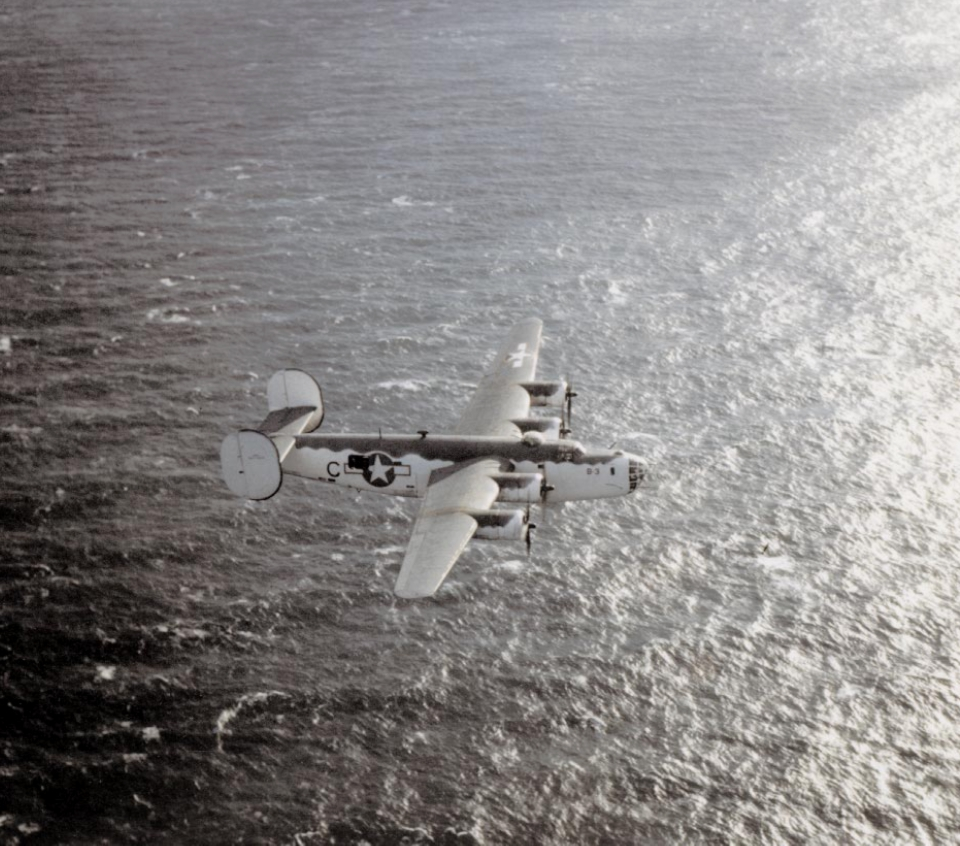
綜合解放者遠程海上巡邏機

第二次世界大戰期間，U型潛艇威脅盟軍運送部隊和作戰物資到歐洲的能力，刺激超遠程海上巡邏機的發展。透過新的檢測系統，包括聲納浮標，雷燈和雷達；以及更好的武器，包括自導魚雷和改良型深水炸彈，它獨立檢測和摧毀水下潛艇的能力大大增加。這在贏得大西洋戰役中發揮了重要的作用。有許多著名的決定性戰役由軍用飛機來完成，例如不列顛戰役與偷襲珍珠港；而對日本的太平洋戰爭的結束，是透過兩個孤獨的飛機抛下原子彈給予廣島和長崎兩座的城市毀滅性的攻擊而完成。噴氣發動機、雷達、早期導彈、直升機和電腦都是在第二次世界大戰引進，而且影響至今。
1960年代初期，導彈有望取代載人攔截機和其他有人駕駛飛機的機槍。然而它們辜負期望，面對空飛彈缺乏靈活性，比不上載人攔截機有效；僅配備空對空導彈的戰鬪機效力有限，敵對飛機可以避免被擊它中。導彈價格昂貴，特別是面對低價值的地面目標。1970年代槍枝武裝戰鬪機再度出現，並更加強調可操作性。1980年代到目前，發展的重點在於匿蹤技術及相關對策。
今日，一個國家的軍事航空部隊往往是面對攻擊的第一線防衛，或是攻擊敵人的最佳武力，而且在最近一些像海灣戰爭的衝突中，有效的軍事航空部隊被證明是对战争具有決定性的影响力。

## 軍用航空器類型
- 空中預警機：提供了敵情預警，以減少被突襲的機會。有些也有接受指令的功能，使他們能夠直接或引導友軍戰鬪機上面對即將來臨的對決。
- 轟炸機：能夠攜帶大量炸彈，並可能會犧牲速度和機動性，以最大限度地提高有效載荷。
- 試驗機：飛機設計用來測試先進的氣體動力學、結構、航電或推進理論。這種飛機通常具有良好的儀表，透過無線電將飛行中測試所得數據傳送到地面工作站。
- 戰鬥機：用於建立和保持空中優勢。速度和機動性通常是基本要求，它們攜帶多種武器，包括機槍和導彈。
- 前進空中控制：指揮用近距離空中支援飛機，以確保摧毀預期目標，並保護友軍無恙。
- 攻擊機：支持地面部隊，削弱和摧毀敵人的防禦。武裝直升機和專門對地攻擊機攻擊敵裝甲車或人員，為地面部隊提供近距離空中支援。
- 聯絡飛機：通常是比較小型的非武裝飛機，用來傳遞消息和接送關鍵人物，
- 海上巡邏機：用於控制海上通道，並經常裝有特殊電子裝置，例如聲納，用來檢測水下的潛艇。它們也可用於搜索、救援任務和漁業巡邏。
- 多用途戰機：結合戰鬥機與轟炸機的功能，根據任務要求而作有效的性能配置。
- 偵察機：主要用於蒐集情報。它們都配備了照相、紅外線、雷達和視覺傳感器。這種用途越來越多被間諜衛星和無人駕駛飛行器替代。
- 教練機：是用來訓練新飛行員的飛機，提供專業培訓，尤其是空戰能力方面。
- 運輸機：用來運輸部隊和物資。貨物可在托盤上進行快速裝卸，也可在飛行中以從降落傘釋放出來。空中加油機也包括在內，它可以為其他飛機在飛行中加油。直升機和滑翔機可以運送部隊和物資至其它飛機無法降落的地區。
- 電子作戰機：主要任務有電子收集情報、干擾、反電戰、支援和破壞敵方電子設備。
- 戰鬥轟炸機：提供同時具有攻擊海上、地面目標和空中反擊的能力，與以往執行轟炸時需要戰鬥機護航的轟炸機不同，戰鬥轟炸機本身具有防空能力，確保任務順利執行。

## 空軍
空軍是現代化三軍當中成立最晚的一支，許多國家直到第一次世界大戰結束之後才有獨立的空軍出現。空軍的任務在於利用飛機與其他在空中飛行的武器系統進行武力投射，保護我方空域的充分使用，壓制作戰另外一方對於我方空域的干擾與使用他們自己的空域，支援其他軍種達到戰術與戰略目標的執行。
許多國家的編制上，空軍必須支援陸軍作戰的需求，包括對地面目標的攻擊，空運，空投以及其他相關的任務。即使這些國家的陸軍擁有自己的飛機，通常在任務或者是飛機的型態上與空軍是有所區別。有些國家的空軍同時也指揮彈道飛彈與防空飛彈兵力與系統。也有的國家在空軍的編制內有進行陸上作戰的特種部隊或者是空降部隊。